# ヴァーツラフ・フデチェク

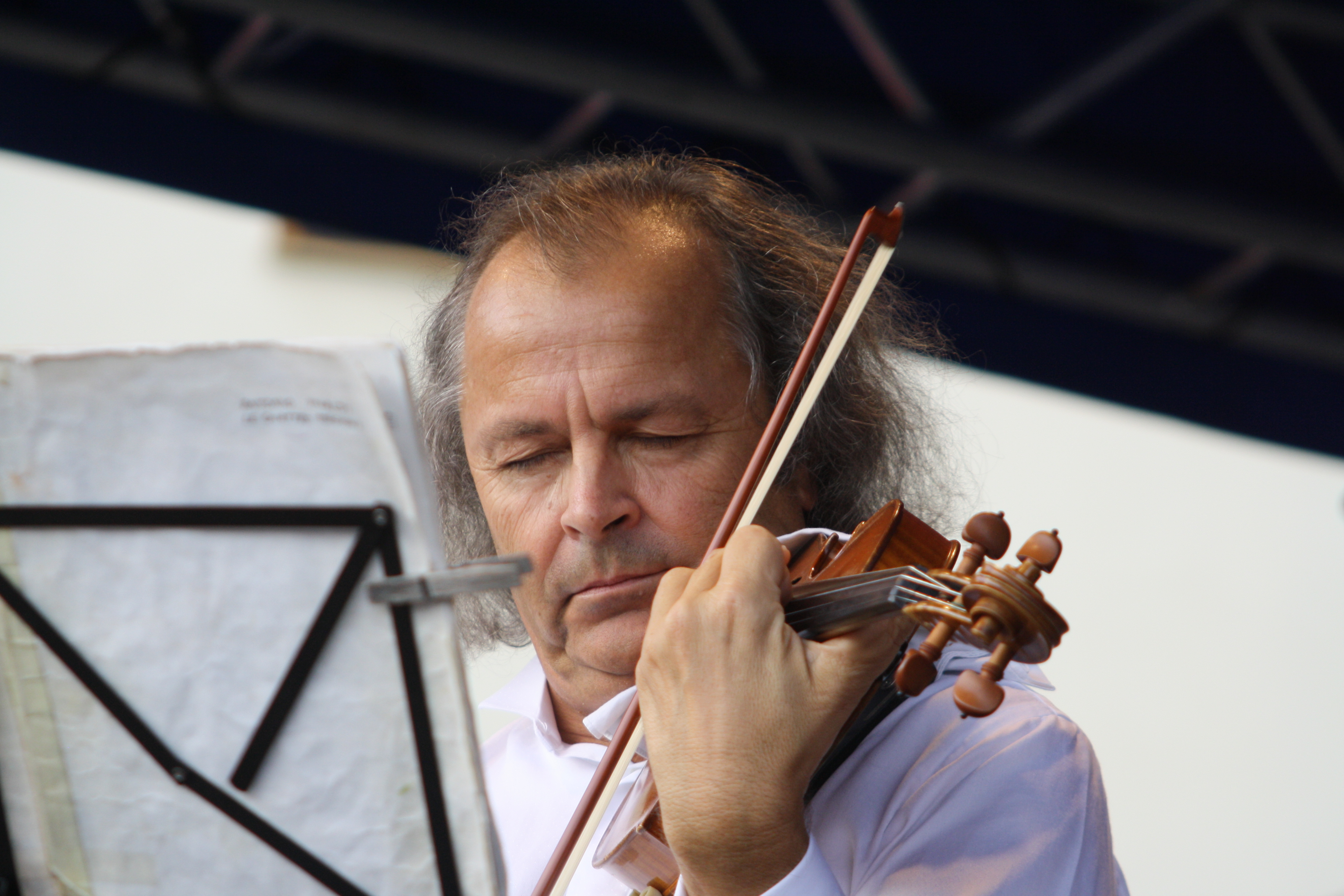
ヴァーツラフ・フデチェク

ヴァーツラフ・フデチェク（Václav Hudeček, 1952年7月7日 - ）は、チェコのヴァイオリニスト。

## 来歴・人物
チェコのロジュミタールの生まれ。6歳から父親にヴァイオリンの手ほどきを受けた。プラハ音楽院でヨセフ・ミツカ、プラハ芸術アカデミーでヴァーツラフ・スニーティルに師事した。1964年にコチアン・ヴァイオリン・コンクールで第1位、1967年にチェコスロヴァキア放送主催の国際ラジオ・コンクールでも第1位を受賞した。1967年、ロイヤル・フィルハーモニー管弦楽団とともにニコロ・パガニーニのヴァイオリン協奏曲第2番を弾いてロンドン・デビューしたが、この演奏会を聴いていたダヴィッド・オイストラフの招きでモスクワに留学し、オイストラフとナタン・ミルシテインに学んだ。1972年のプラハの春音楽祭では、オイストラフの指揮でチャイコフスキーのヴァイオリン協奏曲を演奏している。1973年の初訪日以来、たびたび訪日している。美しい音と繊細な表現力に加えて端正な容貌でアイドル的な人気を呼んだ。